# Montecristo (Colombia)
Montecristo è un comune della Colombia facente parte del dipartimento di Bolívar.
Il centro abitato venne fondato da Joaquín Jiménez e la moglie Valentina Caro nel 1877, mentre l'istituzione del comune è del 13 dicembre 1994.